# Quaternary
Quaternary – pierwszy album EP amerykańskiej grupy heavymetalowej Mötley Crüe wydany w 1994 r.

## Lista utworów
| Nr. | Tytuł       | Twórcy                  | Czas |
| --- | ----------- | ----------------------- | ---- |
| 1.  | Planet Boom | Tommy Lee               | 3:49 |
| 2.  | Bittersuite | Mick Mars               | 3:17 |
| 3.  | Father      | Nikki Sixx              | 3:58 |
| 4.  | Friends     | John Corabi             | 2:28 |
| 5.  | Babykills   | Corabi, Lee, Mars, Sixx | 5:23 |

## Twórcy
- John Corabi – śpiew, gitara rytmiczna, pianino
- Mick Mars – gitara prowadząca, wokal wspierający
- Nikki Sixx – gitara basowa, wokal wspierający
- Tommy Lee – perkusja, syntezator, wokal wspierający
- Bob Rock – producent